# Рафал Керницький
Рафал Керницький (пол. Rafał Kiernicki, у світі Владислав Керницький пол. Władysław Kiernicki; 3 травня 1912, с. Кулачківці, нині Снятинський район, Івано-Франківська область — 22 листопада 1995) — польський римо-католицький релігійний діяч, чернець-францисканець, політв'язень сталінських таборів.

## Життєпис
Народився 3 травня 1912 року в с. Кулачківці, нині Снятинський район, Івано-Франківська область, Україна.
Навчався в рідному селі, також у Гвіздці, Львові, Кракові.
У 1930 р. вступив в орден св. Франциска, в 1939 р. був висвячений у священики. Служив у парафії Львова, залишався там під час радянської та німецької окупацій, допомагав учасникам Армії Крайової в боротьбі з німцями. У березні 1944 р. при наступі Червоної армії брав участь у Львівському повстанні, після відходу німців став начальником зв'язку комендатури Львівського округу. У 1944 році нагороджений польським Срібним хрестом заслуги з мечами, проте офіційно нагороду йому було вручено аж в 1991 році під час єпископської хіротонії.
Після повернення Червоної армії і встановлення радянської влади о. Владислав у липні 1944 р. був заарештований і засуджений до 10 років таборів. У 1946 р. вивезений до табору на будівництво Гушосдор НКВС № 1 у Рязанській області, звідки втік, але 6 липня 1947 р. схоплений і повернутий у табір, згодом переведений до табору в м. Череповець Вологодської обл., працював там у радгоспі № 10. Звільнений у 1956 р.
Повернувся у Львівську обл., де здійснював таємні богослужіння на квартирах. З квітня 1965 р. служив у Львівській єпархії легально, відвідував міські лікарні. З 1991 р. — вікарний єпископ Львівський.
В п'яту річницю (2000) смерті Р. В. Керницького — багаторічного пароха Латинської катедри Львова радянського періоду — в храмовій каплиці Христа Розп'ятого встановили його гіпсове погруддя (автори Валерій Бортяков, Олександр Оверчук), яке урочисто освятили 12 грудня 2000 року.
4 травня 2012 року у Львівській римо-католицькій катедрі відкрито його беатифікаційний процес.